# Schulgarten der Geschwister-Scholl-Schule (Ruhland)

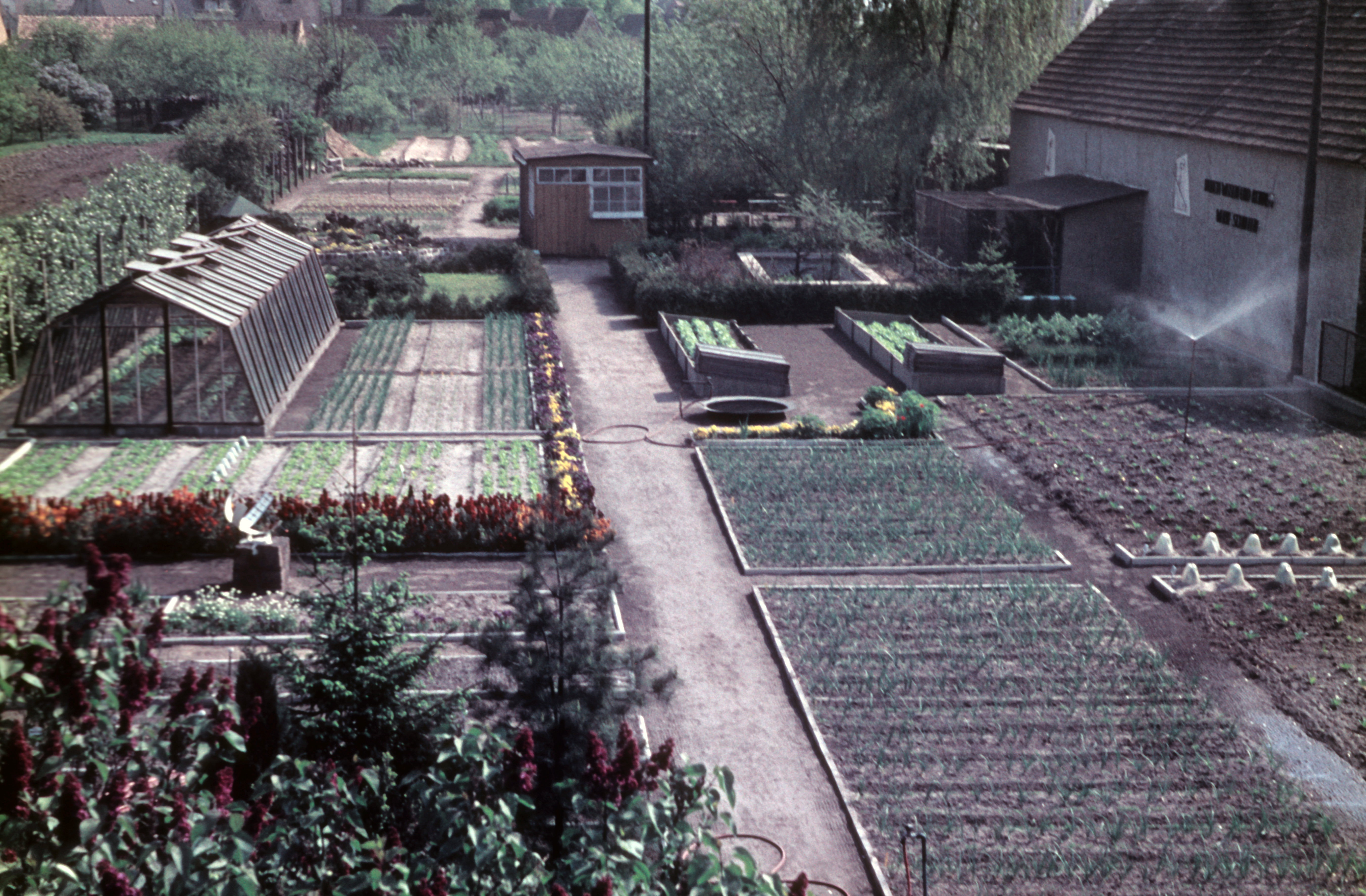
Schulgarten Ruhland, 1965

Der Schulgarten der Geschwister-Scholl-Schule in Ruhland befand sich in der Hartwigstraße (vor 1953 bis nach 1990) und war DDR-weit bekannt, Musterschulgarten im Kreis Senftenberg, Vorzeigeobjekt im Bezirk Cottbus und Konsultationsgarten.

## Geschichte

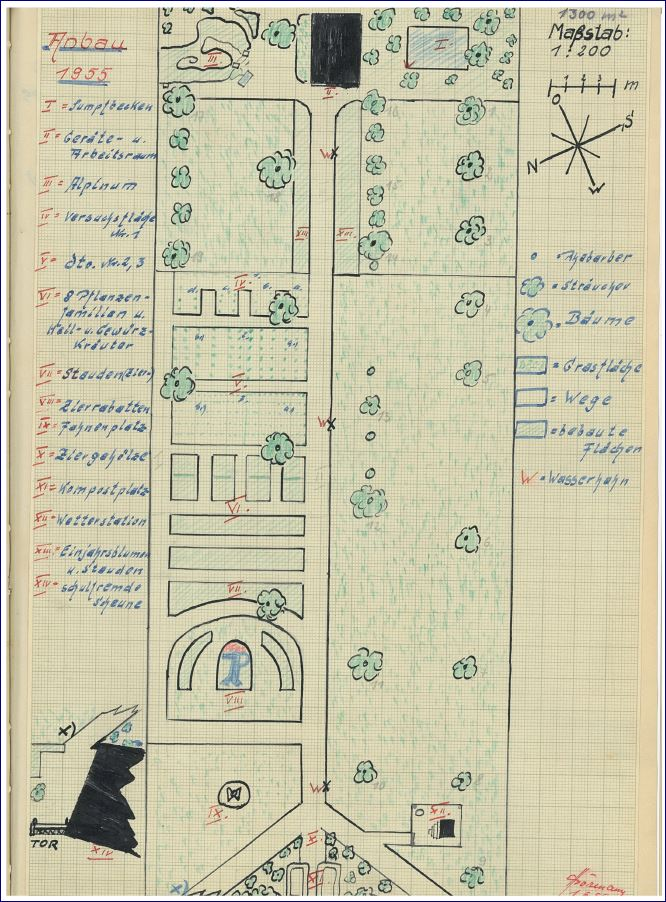
Schulgarten Ruhland, Plan 1955

Als der Schulgartenunterricht in der DDR in die Lehrpläne aufgenommen wurde, pachtete die Stadt Ruhland ein Grundstück von 2600 m² in der Hartwigstraße für die Schule. 1952/53 bekam der Biologielehrer Horst Bormann den Auftrag, den Schulgartenunterricht zu übernehmen und in dessen Rahmen den Schulgarten anzulegen. Für den Unterricht entwarf er Arbeits- und Aufsichtspläne und weitreichende Planungen für zusätzliche Einrichtungen, die nach und nach mit der Unterstützung von Eltern und örtlichen Betrieben realisiert wurden. Zusätzlich zum Unterricht leitete er Schüler-Arbeitsgemeinschaften.
Über die Berichte an die Schulverwaltung und Erfahrungsaustausch wurden seine Arbeit und der Schulgarten bekannt, als herausragend eingeschätzt und es kamen Anforderungen zur Veröffentlichungen (Auswahl)|Publikation von Methoden, Ergebnissen und Erfahrungen in pädagogischen Zeitschriften. DDR-weit bekannt wurde der Schulgarten schon 1956 durch einen Zeitungsartikel in „Neues Deutschland“. Das Fernsehen der DDR brachte 1957 den ersten Bericht, der Schulgarten wurde zum Musterschulgarten im Kreis Senftenberg erklärt, Vorzeigeobjekt im Bezirk Cottbus und Konsultationsgarten. Von 1963 bis 1967 konnten 6 t Gemüse, Kräuter und Bienenhonig für 5485 Mark verkauft werden, beim 1. Bezirksleistungsvergleich 1968 in Lübben belegte Ruhland den 1. Platz. 
Die vielfältige Ausstattung des Schulgartens „mit den wichtigsten heimischen Pflanzenarten, einem Terrarium, der großen Vogelvoliere sowie dem Bienenhaus“ erlaubte lebendigen Schulunterricht und war so vorbildlich, „dass selbst das DDR-Fernsehen dort eine Woche lang filmte“. Horst Bormann sagte später: „Die Schüler haben richtig für ihren Garten gebrannt“, er hätte im Sommer mehrere Wochen in den Urlaub fahren können und bei der Rückkehr kein Unkrauthälmchen vorgefunden. Das ließ erst nach, als er sich durch gesundheitliche Probleme ab den 1980er-Jahren nicht mehr so um sein Lieblingsprojekt kümmern konnte.
Bis 1991/92 gab es noch Schulgartenunterricht in den Klassen 3 und 4 mit je 2 Stunden pro Woche, etwa ab 1993 entfiel das Fach mit der Empfehlung, in Sachkunde oder Biologie den Schulgarten einbeziehen – aber damit war keine Kontinuität möglich. Der Schulgarten verfiel sichtbar, einzelne „Gewaltaktionen“ konnten nicht viel retten, das Unkraut war schneller und ausdauernder. Es gelang nicht, in den Lehrplanfächern und schulischen Arbeitsgemeinschaften das zu leisten, was vorher durch außerordentliches Engagement möglich war. Nach 2005 kündigte der Eigentümer den Pachtvertrag und der Schulgarten musste aufgegeben werden. Dort ist jetzt ein Eigenheimgrundstück (Hartwigstraße 18).
2009 wurde hinter der Turnhalle (Ortrander Straße) mit Unterstützung der Stadt und ABM ein Ersatz angelegt, jedoch ließ der Lehrplan eine Pflege wie früher nicht zu. Auch dem Engagement eines Hausmeisters waren durch weitere auferlegte Aufgaben Grenzen gesetzt. Deshalb wurde die plan- und regelmäßige Arbeit im Schulgarten eingestellt und nur noch einzelne Projekte organisiert (z. B. verschiedene Getreidearten zur Anschauung, Kräuterspirale, schnell wachsendes Holz, Insektenhotel).

## Anlagen des Schulgartens Hartwigstraße
Im Schulgarten gab es dank großem Engagement und weitreichender Pläne schon nach den ersten Jahren die wichtigsten heimischen Pflanzenarten, Lebensräume wie ein Sumpfbeet und ein Alpinum, Tiere in einem Terrarium, eine große Vogelvoliere und ein Bienenhaus. Befruchtend wirkte Erfahrungsaustausch (Besuch von Schülern bei der Gärtnerei Jank, Gegenbesuch des Gärtners im Schulgarten) und Natur-Exkursionen z. B. an den Weinbergsteich bei Guteborn.
- Komposthaufen (im Schatten der Scheune, angelegt im Herbst 1953)
- meteorologische Station (an der Südseite, seit Frühjahr 1954)
- Laube (vorhanden, bis dahin nur als Gerätehaus genutzt, Reparatur und Verschönerung Sommer 1954)
- Alpinum (angelegt 1953 / ergänzt 1954)
- mehrere Versuchsflächen (angelegt 1954)
- Staudenbeet
- Zier-Rabatten
- Baumschule (angelegt vor 1955)

Ansicht der Kette Samen – Sämling – Wildling – Veredlung – Obstbaum und praktische Übungen
- Sumpfbecken (angelegt 1955)
- blütenbiologisch-systematische Abteilung (angelegt 1956)
- Gewächshaus (seit 1956/57)

Alles war sauber beschriftet (kleinere Pflanzen durch Papierstreifen in Glasröhrchen, sonst bemalte Metallschilder und später auch Emaille-Schilder).

## Anlage des Schulgartens Ortrander Straße
Lage des neuen Schulgartens zwischen der Ortrander Straße 5 und 6
Die Anlage besteht aus einem Kräuterbeet mit Kräuterspirale, das durch einen gewundenen Weg mit einem Heidegarten und Grillplatz / Sitzecke verbunden war. Eine Garagenwand im Westen wird durch eine Beerenhecke abgeschirmt. Mit angelegt wurde ein Volleyballplatz.
In die Windungen des Weges sollten heimische Baumarten gepflanzt werden, alternativ Obstbäume nach Sorten. Im Rahmen der Projektarbeit an der Schule gab es zeitweilig eine Pappelpflanzung als Versuch mit nachwachsenden Rohstoffen.

## Horst Bormann – Schöpfer des Ruhlander Schulgartens
Horst Bormann wurde am 28. Februar 1928 in Ruhland geboren, wo seine Eltern lebten. Der Vater war ein talentierter Bildhauer und wurde deshalb von der Schönburg-Waldenburgischen Herrschaft beauftragt (unter anderem prinzliches Grabmal, Kriegerdenkmal in Hermsdorf, Adler in Jannowitz). Horst Bormann besuchte das Gymnasium in Senftenberg, im Zweiten Weltkrieg war er Luftwaffenhelfer. Danach kartierte er im Land Brandenburg Pflanzen und fand dadurch zur Naturfotografie.
1947 absolvierte er eine Neulehrer-Ausbildung in Lindenau, wurde nach Bernsdorf versetzt und übernahm 1948 in Wiednitz eine 8. Klasse. 1949 heiratete er und zog 1951 mit seiner Frau Margot nach Ruhland. 1952 spezialisierte er sich im Lehrerseminar/Pädagogischen Institut Mühlhausen auf das Fach Biologie, das er dann an der Geschwister-Scholl-Schule in Ruhland unterrichtete. 1958 holte ihn Heinz-Werner Baer, mit ihn bekannt vom Gymnasium Senftenberg, für ein Jahr nach Berlin, wo er für den Verlag Volk und Wissen ein Biologielehrbuch für die 5. Klasse schrieb. 1966 wurde er Oberlehrer.
Als Pädagoge und Biologielehrer baute er den Fachbereich Biologie an der Geschwister-Scholl-Schule auf und bezog immer die Schüler dabei ein. Zusätzlich zum Unterricht leitete er Schüler-Arbeitsgemeinschaften (unter anderem Junge Botaniker und Junge Imker). Noch 2017 wurden Präparate und Modelle, die er mit Schülern angefertigt hat, im Fachraum ausgestellt und zum Teil im Unterricht genutzt. Schüler erhielten auch und zum Teil besonders über die Ferien konkrete Aufgaben und erledigten diese eigenverantwortlich.

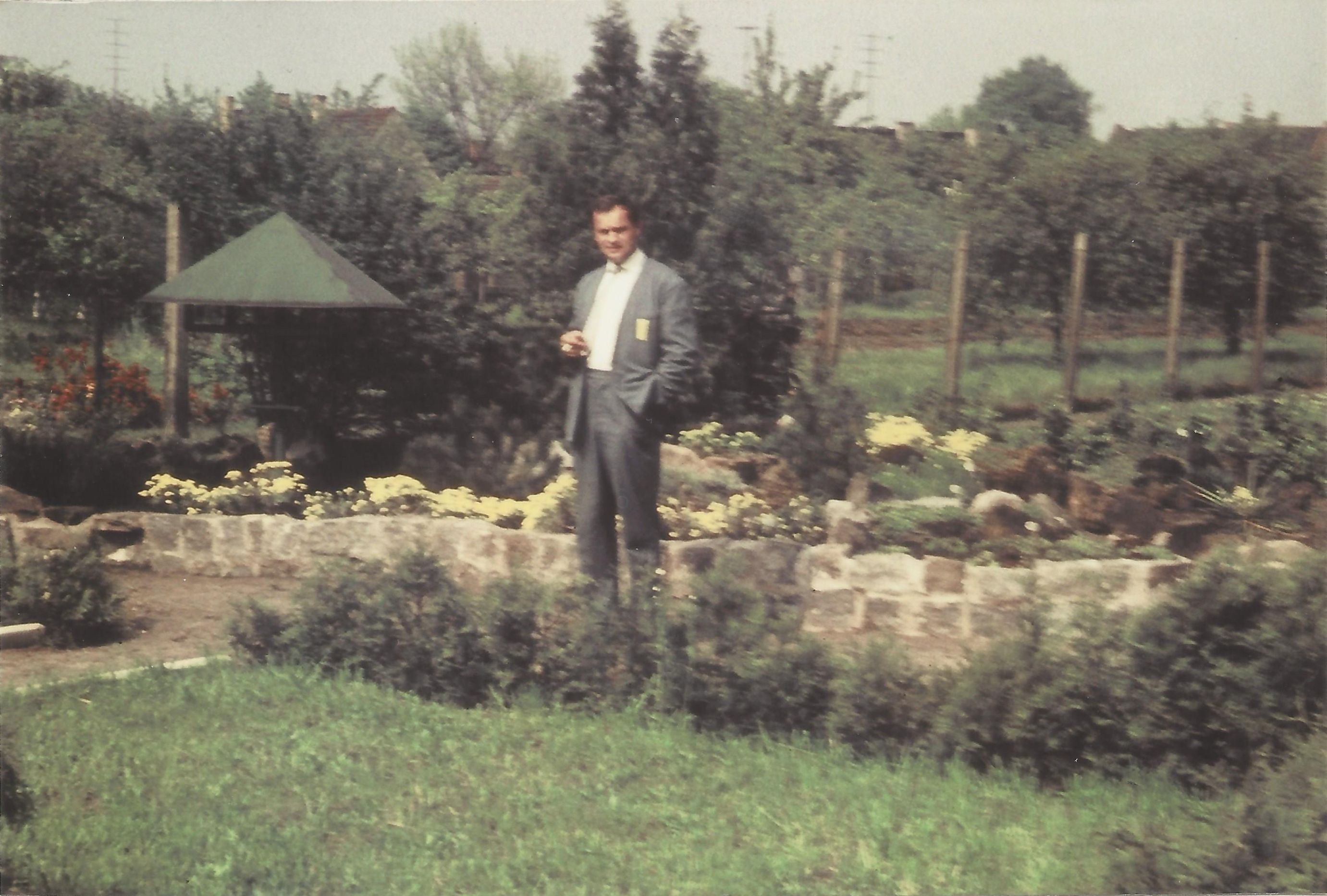
Horst Bormann im Schulgarten

Den von ihm „aus dem Nichts geschaffenen“ Schulgarten an der Hartwigstraße betrachtete Horst Bormann als sein Lebenswerk. „Dieses Ensemble mit den wichtigsten heimischen Pflanzenarten, einem Terrarium, der großen Vogelvoliere sowie dem Bienenhaus war so interessant, dass selbst das DDR-Fernsehen dort eine Woche lang filmte“, erinnerte er sich im Ruhestand nach der politischen Wende.
Bormann wirkte auch als Landschaftsgärtner. Davon berichteten DDR-Fachzeitschriften, in Ruhland pflegten Schüler von 1966 bis 1978 unter seiner Leitung die Anlagen am Geschwister-Scholl-Weg.
Er erkannte eine Lücke in den heimatgeschichtlichen Arbeiten von Reinhold Schneider, Erich Vettrich, Horst Socher und Steffen Ziegert. Im Ruhestand arbeitete er Unterlagen im städtischen Archiv auf, insbesondere die regionale Zeitung „Elster-Chronik“. Daraus resultierte eine heimatgeschichtliche Reihe im Amtsblatt der Stadt (später des Amtes) Ruhland unter dem Titel „Die Elster-Chronik weiss es noch (Ruhland vor 100 Jahren)“. Von Januar 1992 bis Juni 1998 erschienen 26 Beiträge.
Die Naturfotografie setzte Bormann noch in seinem Ruhestand fort. Seine Vorträge mit zusammengestellten Fotos in Kombination mit heimatkundlichen Recherchen und naturkundlichen Themen waren beliebt und stets gut besucht.